# Arnd Uhle
Arnd Ludwig Uhle (* 1971) ist ein deutscher Rechtswissenschaftler mit den Forschungsschwerpunkten Staats- und Verwaltungsrecht. Er ist Inhaber des Lehrstuhls für Öffentliches Recht, insbesondere für Staatsrecht, allgemeine Staatslehre und Verfassungstheorie an der Universität Leipzig sowie Richter des Verfassungsgerichtshofes des Freistaates Sachsen. 

## Leben
Nach einem Studium der Rechtswissenschaften an der Rheinischen Friedrich-Wilhelms-Universität Bonn promovierte Uhle 1999 an der Ludwig-Maximilians-Universität München mit einer Arbeit zur parlamentarischen Einflussnahme auf die Verordnungsgebung. Für diese Arbeit erhielt er 1999 den Wissenschaftspreis des deutschen Bundestages sowie 2000 den Preis der Juristischen Fakultät der Ludwig-Maximilians-Universität München. 2003 folgte die Habilitation mit einer Studie über die kulturellen Bedingungen des freiheitlichen Verfassungsstaates, welche von der Hanns Martin Schleyer-Stiftung mit dem Friedwart Bruckhaus-Förderpreis 2005/2006 ausgezeichnet wurde.
2009 wurde Uhle an die Juristische Fakultät der Technischen Universität Dresden berufen. Im gleichen Jahr wurde er deren Prodekan, 2016 deren Dekan. Einen Ruf an die Europa-Universität Viadrina Frankfurt (Oder) lehnte er 2015 ab. 2017 wechselte Uhle an die Juristenfakultät der Universität Leipzig. Dort ist er Inhaber des Lehrstuhls für Staatsrecht, Allgemeine Staatslehre und Verfassungstheorie, Leiter der dem Lehrstuhl angegliederten Forschungsstelle "Recht und Religion" und Geschäftsführender Direktor des Instituts für Recht und Politik.
Seit 2015 ist Uhle Mitglied des Vorstandes der Görres-Gesellschaft zur Pflege der Wissenschaft, deren Rechts- und Staatswissenschaftliche Sektion er von 2012 bis 2022 geleitet hat. 2017 wurde er vom Sächsischen Landtag zum Richter des Verfassungsgerichtshofes des Freistaates Sachsen gewählt. Daneben ist er seit 2011 Mitglied des Vorstandes der Deutschen Vereinigung für Parlamentsfragen.
Seit 2019 ist Uhle Tagungsleiter der Essener Gespräche zum Thema Staat und Kirche. Darüber hinaus ist er Berater der Kommission VIII (Wissenschaft und Kultur) der Deutschen Bischofskonferenz sowie Vorsitzender des Wissenschaftlichen Beirates des Instituts für Staatskirchenrecht der Diözesen Deutschlands. 

## Auszeichnungen
- 1999: Wissenschaftspreis des Deutschen Bundestages
- 2000: Preis der Juristischen Fakultät der Universität München
- 2005/2006: Friedwart Bruckhaus-Förderpreis

## Schriften (Auswahl)
Monografien
- Parlament und Rechtsverordnung, Verlag C. H. Beck (= Münchener Universitätsschriften, Bd. 143), München 1999, ISBN 3-406-45430-5.
- Staat – Kirche – Kultur, Duncker & Humblot (= Staatskirchenrechtliche Abhandlungen, Bd. 43), Berlin 2004, ISBN 3-428-11467-1.
- Freiheitlicher Verfassungsstaat und kulturelle Identität, Mohr Siebeck Verlag (= Jus Publicum, Bd. 121), Tübingen 2004, ISBN 3-16-148478-9.
- Normativ-rezeptive Kompetenzzuweisung und Grundgesetz. Dargestellt am Beispiel der Gesetzgebungskompetenz für das „Recht der Spielhallen“ i.S.v. Art. 74 Abs. 1 Nr. 11 GG, Nomos Verlag, Baden-Baden 2015, ISBN 978-3-8487-2083-5.
- Staat und Politik. Der Wandel des Parteiensystems als Herausforderung für das Recht der politischen Parteien, Mohr Siebeck Verlag (= Schönburger Gespräche zu Recht und Staat), Tübingen 2024, ISBN 978-3-16-164094-0.

Herausgeberschaften
- Wege gelebter Demokratie in Recht und Politik. Festschrift für Rupert Scholz zum 70. Geburtstag, Duncker & Humblot, Berlin 2007, ISBN 978-3-428-12375-9.
- Parlamentarische Demokratie in der Bewährung. Ausgewählte Abhandlungen von Rupert Scholz, Duncker & Humblot (= Schriften zum Öffentlichen Recht, Bd. 1216), Berlin 2012, ISBN 978-3-428-13731-2.
- 20 Jahre Sächsische Verfassung, Duncker & Humblot (= Schriften zum Öffentlichen Recht, Bd. 1245), Berlin 2013, ISBN 978-3-428-13793-0.
- Zur Disposition gestellt? – Der besondere Schutz von Ehe und Familie zwischen Verfassungsanspruch und Verfassungswirklichkeit, Duncker & Humblot (= Wissenschaftliche Abhandlungen und Reden zur Philosophie, Politik und Geistesgeschichte, Bd. 78), Berlin 2014, ISBN 978-3-428-14297-2.
- Neuere Entwicklungen im Kompetenzrecht. Zur Verteilung der Gesetzgebungszuständigkeiten zwischen Bund und Ländern nach der Föderalismusreform, Duncker & Humblot (= Schriften zum Öffentlichen Recht, Bd. 1273), Berlin 2014, ISBN 978-3-428-13807-4.
- Kirchenfinanzen in der Diskussion. Aktuelle Fragen der Kirchenfinanzierung und der kirchlichen Vermögensverwaltung, Duncker & Humblot (= Wissenschaftliche Abhandlungen und Reden zur Philosophie, Politik und Geistesgeschichte, Bd. 82), Berlin 2015, ISBN 978-3-428-14593-5.
- 20 Jahre Staatskirchenverträge in Sachsen, Duncker & Humblot (= Staatskirchenrechtliche Abhandlungen, Bd. 55), Berlin 2016, ISBN 978-3-428-14915-5.
- Sexuelle Vielfalt – Gegenstand staatlicher Erziehung? Grund und Grenzen der Sexualpädagogik in der staatlichen Schule, Duncker & Humblot (= Wissenschaftliche Abhandlungen zur Philosophie, Politik und Geistesgeschichte, Bd. 83), Berlin 2016, ISBN 978-3-428-14920-9.
- Migration und Integration – Die Migrationskrise als Herausforderung des Rechts, Duncker & Humblot (= Wissenschaftliche Abhandlungen zur Philosophie, Politik und Geistesgeschichte, Bd. 86), Berlin 2017, ISBN 978-3-428-15140-0.
- Information und Einflussnahme. Gefährdungen der Offenheit des demokratischen Willensbildungsprozesses, Duncker & Humblot (= Wissenschaftliche Abhandlungen und Reden zur Philosophie, Politik und Geistesgeschichte), 264 S., kart., Berlin 2018, ISBN 978-3-428-15437-1.
- Recht und Energie. Liber Amicorum für Ulrich Büdenbender zum 70. Geburtstag, De Gruyter, 826 S., Berlin – Boston 2018, ISBN 978-3-11-059537-6.
- Der deutsche Verfassungsgerichtsverbund. Symposium aus Anlass des 25-jährigen Bestehens des Verfassungsgerichtshofes des Freistaates Sachsen (Leipziger Vorträge zu Recht und Politik Bd. 12), 53 S., kart., Baden-Baden 2019, ISBN 978-3-8487-5769-5.
- Kinder im Recht. Kinderrechte im Spiegel der Kindesentwicklung, Duncker & Humblot (= Wissenschaftliche Abhandlungen und Reden zur Philosophie, Politik und Geistesgeschichte Bd. 96), 328 S., kart., Berlin 2019, ISBN 978-3-428-15682-5.
- Individualität und Institutionalität. 100 Jahre staatskirchenrechtliche Regelungen der Weimarer Reichsverfassung, Aschendorff Verlag (= Essener Gespräche zum Thema Staat und Kirche Bd. 54), 271 S., kart., Münster 2019, ISBN  978-3-402-10577-1.
- Kirche und Staat in West-, Süd- und Nordeuropa, Duncker & Humblot (= Staatskirchenrechtliche Abhandlungen Bd. 56/II), 427 S., kart., Berlin 2020, ISBN 978-3-428-15314-5.
- Quo Vadis Europa? Gegenwarts- und Zukunftsfragen der europäischen Einigung, Duncker & Humblot (Wissenschaftliche Abhandlungen und Reden zur Philosophie, Politik und Geistesgeschichte Bd. 101), 238 S., kart., Berlin 2020, ISBN 978-3-428-18032-5.
- Institutionen unter Druck. Europarechtliche Überformung des Staatskirchenrechts?, Aschendorff Verlag (= Essener Gespräche zum Thema Staat und Kirche Bd. 55), 196 S., kart., Münster 2020, ISBN  978-3-402-10579-5.
- Entgrenzte Autonomie? Die assistierte Selbsttötung nach der bundesverfassungsgerichtlichen Entscheidung vom 26. Februar 2020, Aschendorff Verlag (= Essener Gespräche zum Thema Staat und Kirche Bd. 56), 241 S., kart., Münster 2021, ISBN  978-3-402-10581-8.
- Staatslexikon. Recht – Wirtschaft – Gesellschaft, hrsg. von der Görres-Gesellschaft und dem Verlag Herder, Verlag Herder, 8. Auflage, Leinen, Freiburg – Basel – Wien (Mitglied der Fachredaktion Rechtswissenschaft, gemeinsam mit Tilman Repgen, Rudolf Streinz und Christian Waldhoff): a) Print-Ausgabe: ISBN 978-3-451-39640-3  aa) 1. Band (ABC-Waffen – Ehrenamt), 2017, 768 S.  bb) 2. Band (Eid-Hermeneutik), 2018, 816 S.  cc) 3. Band (Herrschaft – Migration), 2019, 816 S.  dd) 4. Band (Milieu – Schuldrecht), 2020, 800 S.  ee) 5. Band (Schulrecht – Virtuelle Realität), 2021, 768 S.  ff) 6. Band (Welt – Zweites Vatikanisches Konzil), 2021, 696 S.  b) Fortlaufend aktualisierte Online-Ausgabe: www.staatslexikon-online.de
- Polarisierung des Politischen. Gesellschaftliche Herausforderungen und institutionelle Konsequenzen, Duncker & Humblot (= Wissenschaftliche Abhandlungen und Reden zur Philosophie, Politik und Geistesgeschichte Bd. 106), 254 S., kart., Berlin 2022, ISBN 978-3-428-18682-2.
- Ablösung der Staatsleistungen – Gefahr oder Chance für das Verhältnis von Staat und Kirche?, Aschendorff Verlag (= Essener Gespräche zum Thema Staat und Kirche Bd. 57), 180 S., kart., Münster 2022, ISBN 978-3-402-10583-2.
- Gelebte Verfassung? 30 Jahre Sächsische Verfassung. Eine Bestandsaufnahme (= Leipziger Vorträge zu Recht und Politik Bd. 14), 39 S., kart., Baden-Baden 2023, ISBN 978-3-7560-0602-1.
- Sicherheitsordnung in Europa. Analysen und Perspektiven nach dem „Ende der Geschichte“, Duncker & Humblot (= Wissenschaftliche Abhandlungen und Reden zur Philosophie, Politik und Geistesgeschichte Bd. 111), 226 S., kart., Berlin 2023, ISBN 978-3-428-18880-2.
- Möglichkeiten und Grenzen staatlicher Religionspolitik, Aschendorff Verlag (= Essener Gespräche zum Thema Staat und Kirche Bd. 58), 160 S., kart., Münster 2023, ISBN  978-3-402-10586-3.
- Kirchliches und staatliches Strafrecht, Aschendorff Verlag (= Essener Gespräche zum Thema Staat und Kirche Bd. 59), 180 S., kart., Münster 2024, ISBN 978-3-402-10589-4.